# Polyura othonis
Polyura othonis är en fjärilsart som beskrevs av Hans Fruhstorfer 1904. Polyura othonis ingår i släktet Polyura och familjen praktfjärilar. Inga underarter finns listade i Catalogue of Life.